# 希爾頓夏威夷村

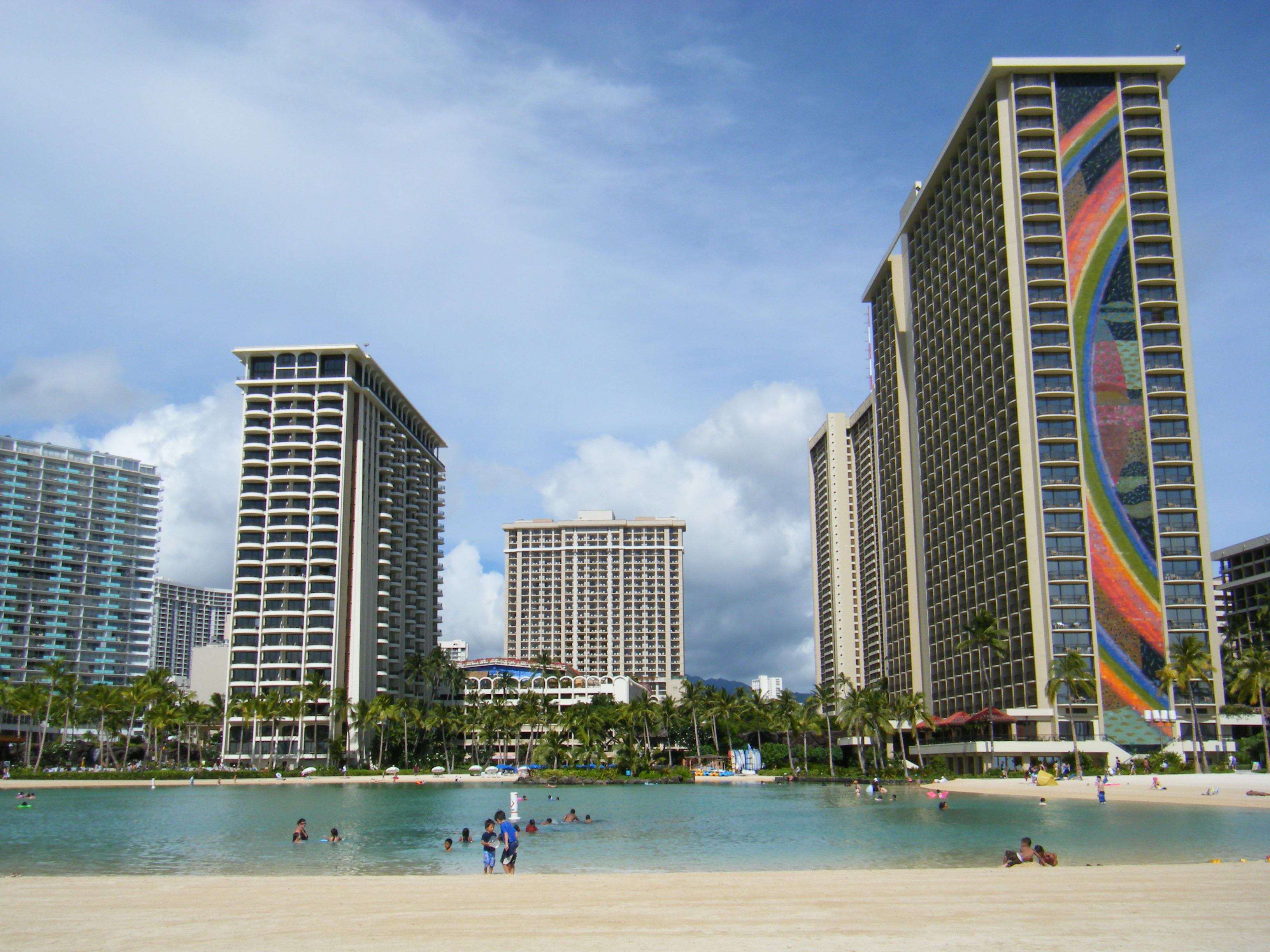

希爾頓夏威夷村（Hilton Hawaiian Village Waikiki Beach Resort）是夏威夷檀香山的一座度假酒店。這座酒店開業於1955年，是世界規模最大的酒店之一。酒店靠近阿拉莫阿那中心。

## 外部連結
- 官方网站